# Орехов, Юрий Юрьевич
Юрий Юрьевич Орехов (7 января 1950 — 1993) — советский и российский скульптор. Лауреат Государственной премии СССР (1982) и премии Ленинского комсомола (1976). Заслуженный художник РСФСР (1984). Сын скульптора Юрия Григорьевича Орехова.

## Биография

Могила Ю. Ю. Орехова (слева)
и его отца (справа)

Юрий Орехов родился 7 января 1950 года в Москве в семье скульптора Юрия Григорьевича Орехова. В 1967—1972 годах учился в Московском высшем художественно-промышленном училище (бывшем Строгановском), где его преподавателями были А. Кондратьев, Ю. П. Поммер, Г. А. Шульц, С. Л. Рабинович. С 1973 года принимал участие в художественных выставках. Член Союза художников СССР с 1976 года. Работал в станковой и монументально-декоративной скульптуре.
Умер в 1993 году. Похоронен рядом с отцом на Кунцевском кладбище Москвы.

## Работы
- Портрет Н. Дмитриева (1972, бронза)[1]
- Портрет В. Думаняна (1972, шамот)[1]
- Портрет С. Цигаля (1974, бронза)[1]
- Портрет В. Ежова (1975, гранит)[1]
- «Слава труду» (1976, алюминий)[1] — премия Ленинского комсомола (1976)
- «В. И. Ленин» (1976, медь кованая)[1] — премия Ленинского комсомола (1976)
- Декоративный рельеф для Звездного городка (1976, кованая медь, 240×150)[1]
- «Мои современники» (1977, бронза)[1]
- «Мужской портрет» (1979, бронза)[1]
- Памятник Н. С. Лескову (в соавторстве с Ю. Г. Ореховым, 1981, бронза)[1] — Государственная премия СССР (1982)